# Älvstrandlöpare
Älvstrandlöpare (Bembidion petrosum) är en skalbaggsart som beskrevs av Friedrich-August von Gebler. Älvstrandlöpare ingår i släktet Bembidion och familjen jordlöpare. Enligt den finländska rödlistan är arten sårbar i Finland. Enligt den svenska rödlistan är arten sårbar i Sverige. Arten förekommer i Övre Norrland. Arten har tidigare förekommit i Svealand men är numera lokalt utdöd. Artens livsmiljö är grus-, klapper- och stenstränder vid sötvatten. Inga underarter finns listade i Catalogue of Life.